# Матрос, Лариса Григорьевна
Лариса Григорьевна Матрос (Larisa Matros) — юрист по профессии, доктор философских наук, писатель, литературный критик.

## Творческий путь
Лариса Матрос родилась в Одессе, где окончила школу № 103 и юридический факультет Одесского Государственного университета. Первые шаги трудового пути были определены основной специальностью: работа в правоохранительных органах, юридическая служба на предприятии.
С переездом в Новосибирский Академгородок Л. Матрос сменила практическую работу юриста на занятия наукой, пройдя путь от аспирантки кафедры Философии Новосибирского Государственного университета до зав. кафедрой философии и иностранных языков при Президиуме Сибирского отделения Академии медицинских наук. Занимаясь научными исследованиями в области социальных аспектов современных проблем человека и его здоровья, (в том числе медицины), Л. Матрос никогда не оставляла пристрастия к юриспруденции, включая в свои исследовательские проекты правовые аспекты, что нашло отражение во всех научных и публицистических трудах.

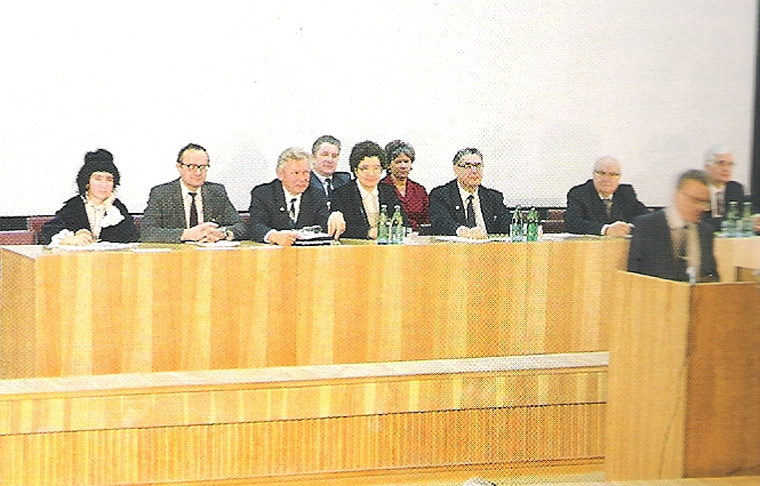
Конференция «Медицина и гуманизм» — Новосибирск, 1985. (За кафедрой выступает академик В. Казначеев). В первом ряду слева направо: Л. Матрос, член-корр. АМН СССР Панин, академик Матюхин, проф. Щедрина, председатель Президиума Сибирского Отделения АМН СССР, академик Бородин, академик Мешалкин, ректор Новосибирского мединститута, проф. Урсов)

На протяжении всей научной карьеры Л. Матрос сочетала основную работу с научно-организационной. Несколько сроков переизбиралась председателем ревизионной комиссии Сибирского отделения Советской социологической ассоциации, была членом Бюро философских семинаров при Президиуме СО АМН СССР. Являлась инициатором, организатором, членом оргкомитета, ученым секретарем секций многочисленных научных конференций, семинаров по современным проблемам человека, философским аспектам медицины. Она же являлась инициатором, составителем и членом редколлегии регулярно издававшихся сборников трудов этих форумов.
Переезд в 1992 году в США ознаменовал новый поворот в творчестве, связанный с литературной деятельностью. Активно публикуясь в США и в России, включившись как в русскоязычную, так и англоязычную литературную и общественную жизнь, участвуя в литературных конкурсах, радиопрограммах, конгрессах, конференциях гуманитарного профиля, Матрос неоднократно удостоена почетных дипломов и наград. Среди них: «Award of Excellence» (за выступления на Конгрессах в Сан Франциско (1996), Дублин (2004)), проводимых Американским и Кембриджским биографическими ассоциациями; удостоверение Финалиста за участие в англоязычном поэтическом конкурсе на конференции Вашингтоне в 2001 г.; диплом первой степени за участие рассказом «Со слезами на глазах» в литературном конкурсе, проводимом Российским Федеральным журналом «Сенатор» в 2005 г.
Публикации Матрос имеют высокий рейтинг популярности, используются в системе образования и исследовательских проектах в России, на Украине, в США, Китае, других странах, находят отклик, вызывая споры, дискуссии со стороны литераторов и читателей как в бумажных, так и интернетовских изданиях (, ). На творческих встречах в Доме ученых Академгородка в 2005 и 2007 гг. книги Матрос получили высокую публичную оценку читателей, что нашло отражение в прессе, в виде отзывов, рецензий, интервью. Роман «Презумпция виновности» был назван «нашумевшим» и представлен на сайте в разделе «Культура» этого всемирно известного научного центра.
Биография Л. Матрос включена во многие биографические справочники, в том числе Marquis Who’s Who in The World., Энциклопедия Сергея Чупринина «Новая Россия, Мир Литературы» (Москва, 2002 г.).
Имя Ларисы Матрос включено в числе 100 известных выпускников Одесского национального университета. ()

## Книги
Право на здоровье (в соавторстве с академиком В. Казначеевым), 1979, Москва
Социальные аспекты проблем здоровья, 1992, Новосибирск
Поэтический сборник «…И жизнь, и слезы, и любовь», 1998, Санкт-Петербург
«Презумпция виновности» (социологический роман), 2000, Нью-Йорк
«…называется жизнь» (социологический роман), 2007, Новосибирск
«Геометрия мыслей» (сборник публицистики, лит.обзоров", 2009, Нью-Йорк
«Асимметрия чувств» (сборник рассказов, эссе), 2010, Нью-Йорк
«Немаленькие трагедии» (сборник рассказов и повестей), 2010, Бостон

## Редакторская работа
«Методологические проблемы медицины и биологии», 1985
«Здоровье человека в условиях НТР», 1989

## Рассказы
Behind the Staircase, [Anthology of PEN) 2010;
Соавтор, «Слово — Word» № 45, 2005);
Степью лазурною, цепью жемчужною, 1995;
Собачка с дамой, «День и Ночь», 2002;
Мама, «День и ночь» 2004;
За лестницей, альманах Клуба русских писателей, 2009.

## Повести
Со слезами на глазах (журнал «Сенатор», апрель 2005. Слово/Word # 54 2007
Без суеты, сборник «Немаленькие трагедии» 2010
Последний подвиг ветерана. (журнал «Сенатор» май 2010)

## Эссе
Мой Шолом-Алейхема, 40, «Всемирные одесские новости» 1995
Я и дитя журнал, «Побережье» 2001
Не наукой единой, сборник «И забыть по-прежнему нельзя»2007
Портреты и судьбы, журнал «Сенатор» 2008

## Статьи
«Не забыть будущее» «Вестник» 1994
Гармония между «надо и хочу», «Вестник»1993
The modern World and criteria of its development, 1996
Красота спасет мир, если мир спасет красоту,Слово| Word, 2003
Человек, это звучит горько, «Побережье» 2007
Неамериканская трагедия, «Сенатор»2008
С чего начинается Родина… В Америке? «Сенатор»
Неразрывное эхо любви «Сенатор»

## Литературные рецензии и обзоры
Пространство и время (Размышления над книгой Юрия Дружникова «Я родился в очереди»), Побережье"1997
Загадочное слово «Арзамас», «Академгородок»1997
Моменты истины в панораме судеб, «Побережье» 1998
Человек, который хотел как лучше (Заметки о книге Андрея Грачева о первом и последнем Президенте СССР) «Панорама» 2002, «Побережье» 2004
Только горячая к жизни приязнь (К 10-летнему юбилею альманаха «Побережье» 2002
Всегда новый (О «Новом Журнале»), «Побережье» 2003
А у Толстого «срабатывает» (заметки о публикации Г.Яблонского об «Анне Карениной»), «Побережьу» 2003, «Ренессанс» 2009
Философ Владимир Семенович Высоцкий (к 70-летию поэта)."Побережье" 2008 г.

## Видео
- "Каждому в жизни раз". Исполнитель, автор текста и мелодии Лариса Матрос.
- ЛАРИСА МАТРОС ПЕРЕД БАЛОМ.
- Лариса Матрос. "Юмор". Из аудио-сборника "Всё начинается с любви".
- Лариса Матрос. Стихи. Из аудио-сборника "Всё начинается с любви".
- Юрий Матрос: Честный Бой. Жизнь и судьба Юрия Матроса. Документальный фильм. Первая Серия.
- Юрий Матрос: Честный Бой. Жизнь и судьба Юрия Матроса. Документальный фильм. Вторая Серия.